# Liszy István
Liszy István (1821 körül - Budapest, 1893. április 13.) ügyvéd, 1848–1849-ben 13. Hunyady-huszárezred hadnagya, dilettáns költő.

## Élete
Felesége 1855-ben Elek Lilla vagy Erzsébet.
A honvédegylet tagja és a budapesti ügyvédi kamara tagja volt. Liszényi Vajk néven költő és műfordító is volt.

## Művei
- 1842 Byron, Damaetes című költeményét fordította (Regélő Pesti Divatlap 1842/26)
- 1844 egy költeménye van a Szivárványban (Liszy Vajk néven)
- 1870 Költemények a fátyol alatti időkből. Pest, Két kötet. (Liszényi Vajk néven, egyik verse: Petőfi szelleméhez)
- 1871 in: Szabadság mint a nép zászlója